# 모든 천사는 수위를 꿈꾼다
"모든 천사는 수위를 꿈꾼다"는 한국에서 제작된 김환진 감독의 2000년 영화이다.